# Peter Thorau
Peter Thorau (* 1. September 1949 in Lohr am Main) ist ein deutscher Historiker.

## Leben
Von 1973 bis 1978 studierte er an der Universität Tübingen Geschichte und Orientalistik. Er erwarb im Januar 1978 den Magister bei Heinz Löwe, im Juni 1985 die Promotion in Tübingen Sultan Baibars I. von Ägypten. Ein Beitrag zur Geschichte des Vorderen Orients im 13. Jahrhundert (Heinz Löwe, Heinz Halm) und die Habilitation im Februar 1996 an der Universität des Saarlandes. Im Juli 2002 ernannte ihn die Universität des Saarlandes zum außerordentlichen Professor für mittelalterliche Geschichte und Orientalistik. Von 1978 bis 1979 war er wissenschaftlicher Mitarbeiter an der Universität Tübingen, von 1979 bis 1986 wissenschaftlicher Mitarbeiter beim Tübinger Atlas des Vorderen Orients, von 1987 bis 1992 wissenschaftlicher Mitarbeiter bei der Bayerischen Akademie der Wissenschaften und seit 1993 wissenschaftlicher Mitarbeiter der Regesta Imperii an der Mainzer Akademie der Wissenschaften.
Seine Forschungsschwerpunkte sind die Geschichte der Kreuzzüge, Mamluken, Osmanisches Reich, Geschichte der Staufer, Heinrich VII. und die Dynastie der Luxemburger. Er habilitierte sich mit dem ersten Teilband der Regierungszeit Heinrichs (VII.) für den Zeitraum bis 1228. In drei Teilen behandelt er „Friedrich II. in Deutschland 1212–1220“, „Erzbischof Engelbert von Köln als Gubernator und Provisor des Reichs“ und die „Regentschaft“ Herzog Ludwigs I. von Bayern.

## Schriften (Auswahl)
- Sultan Baibars I. von Ägypten. Ein Beitrag zur Geschichte des Vorderen Orients im 13. Jahrhundert. Reichert, Wiesbaden 1987 (Tübinger Atlas des Vorderen Orients. Beihefte zum Tübinger Atlas des Vorderen Orients. Reihe B, Geisteswissenschaften; 63) (Teilw. zugl.: Tübingen, Univ., Diss. 1985), ISBN 3-88226-397-0.
  - Englische Übersetzung: The Lion of Egypt. Sultan Baybars I and the Near East in the Thirteenth Century. Longman, London 1987, ISBN 0-582-06822-3.
- König Heinrich (VII.), das Reich und die Territorien. Untersuchungen zur Phase der Minderjährigkeit und der „Regentschaften“ Erzbischof Engelberts I. von Köln und Herzog Ludwigs I. von Bayern (1211) 1220–1228. Duncker & Humblot, Berlin 1998 (Jahrbücher des Deutschen Reichs unter Heinrich (VII.); 1) (Jahrbücher der deutschen Geschichte; 21) (Zugl.: Saarbrücken, Univ., Habil.-Schr., 1996), ISBN 3-428-09384-4.
- Die Kreuzzüge. Beck, München 2004 (Beck’sche Reihe; 2338), ISBN 3-406-50838-3.
- Lawrence von Arabien. Ein Mann und seine Zeit. Beck, München 2010, ISBN 978-3-406-60627-4.